# Seguin
Seguin is een plaats (city) in de Amerikaanse staat Texas, en valt bestuurlijk gezien onder Guadalupe County. De plaats is genoemd naar Juan Seguín.

## Demografie
Bij de volkstelling in 2000 werd het aantal inwoners vastgesteld op 22.011.
In 2006 is het aantal inwoners door het United States Census Bureau geschat op 24.909, een stijging van 2898 (13.2%).

## Geografie
Volgens het United States Census Bureau beslaat de plaats een oppervlakte van
49,7 km², waarvan 49,3 km² land en 0,4 km² water. Seguin ligt op ongeveer 159 m boven zeeniveau.

## Plaatsen in de nabije omgeving
De onderstaande figuur toont nabijgelegen plaatsen in een straal van 20 km rond Seguin.

## Geboren
- Nanci Griffith (1953-2021), zangeres
- Jesse Head (1983), acteur